# Pico del Águila
Als Pico del Águila („Adlerspitze“) wird das markante spitze Ende der Hochebene von La Alcarria bei der Gemeinde Valdenoches in der spanischen Provinz Guadalajara bezeichnet. Dieser spitze Teil der Hocheben wird auch als Carravieja bezeichnet.
Dieses liegt ca. 20 km nordöstlich der ca. 700 m hoch gelegenen Provinzhauptstadt Guadalajara.

## Beschreibung
Die genannte Hochebene bricht nach Süden durch einen markanten und weithin sichtbaren ca. 200 m hohen Steilhang ab. Nach Norden fällt dieser sanft und bewaldet, nach Osten steiler in das Tal von Valdenoches ab, welches seit dem Jahr 1969 ein Vorort von Guadalajara ist.

## Besteigung
Außer über den steilen Nordhang können der Berg und sein Gipfel aus allen Richtungen über Forstwege erreicht werden.